# Double Island (ö i Falklandsöarna)
Double Island är en ö i territoriet Falklandsöarna (Storbritannien). Den ligger i den västra delen av ögruppen, 180 km väster om huvudstaden Stanley.